# Ferguson (Iowa)
Ferguson es una ciudad ubicada en el condado de Marshall en el estado estadounidense de Iowa. En el Censo de 2010 tenía una población de 126 habitantes y una densidad poblacional de 190,78 personas por km².

## Geografía
Ferguson se encuentra ubicada en las coordenadas 41°56′19″N 92°51′47″O / 41.93861, -92.86306. Según la Oficina del Censo de los Estados Unidos, Ferguson tiene una superficie total de 0.66 km², de la cual 0.66 km² corresponden a tierra firme y (0%) 0 km² es agua.

## Demografía
Según el censo de 2010, había 126 personas residiendo en Ferguson. La densidad de población era de 190,78 hab./km². De los 126 habitantes, Ferguson estaba compuesto por el 98.41% blancos, el 0% eran afroamericanos, el 0% eran amerindios, el 0% eran asiáticos, el 0% eran isleños del Pacífico, el 0% eran de otras razas y el 1.59% pertenecían a dos o más razas. Del total de la población el 0% eran hispanos o latinos de cualquier raza.